# Паре, Джессика
Дже́ссика Паре́ (англ. Jessica Paré; род. 5 декабря 1980, Монреаль, провинция Квебек, Канада) — канадская актриса и музыкальный продюсер.

## Биография
Родилась в Монреале (провинция Квебек, Канада), в католической семье Энтони Паре, бывшего главы департамента образования университета МакГилл, и Луиз Мерсье, переводчицы. Паре выросла в Монреале в районе Нотр-Дам-де-Грас вместе с тремя братьями, она одинаково свободно владеет английским и французским языками. Её родители были также актёрами. Наблюдая за отцом на прослушиваниях, Паре заинтересовалась актёрским мастерством. Она посещала частную католическую школу для девочек Вилла Мария в Монреале. Джессика играла Иисуса в пьесе Godspell, обучалась драматическому искусству в TheatreWorks. Будучи ещё подростком, она участвовала в ряде любительских театральных постановок, сыграв среди прочих ролей Мэйд Мэриан в Робин Гуде.
После окончания школы, актриса добилась признания за работы в фильмах «В отпуске» (2000) режиссёра Ива Аншара, и «Звёздный статус» (2000) Дени Аркана, где она сыграла главную роль. Среди других её фильмов была также роль в фильме Робера Лепажа «Возможные миры» (2000).
После нашумевшего фильма Леа Пул «Вас не догонят» (2001), Джессика Паре играла в нескольких ТВ эпизодах и телесериалах «Рейс наугад», «Наполеон», «Жизнь и смерть Нэнси Итон», принимала участие в фильмах «Болливуд / Голливуд» (2002), «Позёры» (2002), «Одержимость» (2004) и «Посмотри этот фильм» (2004).
В 2008 году создала музыкальный проект SUCK The Winner, в котором периодически играет на бас-гитаре и пишет тексты песен. В 2009 году был снят фильм «Глоток», в котором приняли участие все участники группы SUCK The Winner, фанаты, а также Элис Купер, Игги Поп, Алекс Лайфсон и другие известные рок-музыканты.

## Личная жизнь
В 2007—2010 годах Джессика была замужем за писателем и продюсером Джозефом М. Смитом.
С мая 2012 года Джессика состоит в фактическом браке с музыкантом Джоном Кэстнером. У пары есть сын — Блюс Энтони Паре-Кэстнер (род. 19.03.2015).

## Фильмография
| Год       |    | Русское название                  | Оригинальное название             | Роль                   |
| --------- | -- | --------------------------------- | --------------------------------- | ---------------------- |
| 1999      | ф  | Новый дон 2                       | Bonanno: A Godfather’s Story      | Розали Профекс         |
| 1999      | с  | Томми-оборотень                   | Big Wolf on Campus                | Таня                   |
| 2000      | ф  | Звёздный статус                   | Stardom                           | Тина Мэнцаль           |
| 2000      | ф  | Возможные миры                    | Possible Worlds                   | гость на вечеринке     |
| 2000      | ф  | В отпуске                         | En Vacances                       | Кэрол Бьюмонт          |
| 2001      | ф  | Вас не догонят                    | Lost and Delirious                | Виктория «Тори» Моллер |
| 2002      | ф  | Болливуд / Голливуд               | Bollywood/Hollywood               | Кимберли Стюарт        |
| 2002      | ф  | Позёры                            | Posers                            | Адрия                  |
| 2002      | с  | Рейс наугад                       | Random Passage                    | Энни Винсент (15 лет)  |
| 2002      | с  | Наполеон                          | Napoléon                          | Элеонора Денюэль       |
| 2003      | ф  | Жизнь и смерть Нэнси Итон         | The Death and Life of Nancy Eaton | Нэнси Итон             |
| 2004      | ф  | Одержимость                       | Wicker Park                       | Ребекка                |
| 2004      | ф  | В стеклянном доме                 | Lives of the Saints               | Рита Амхерст           |
| 2004      | ф  | Посмотри этот фильм               | See This Movie                    | Саманта Браун          |
| 2004—2005 | с  | Джек и Бобби                      | Jack & Bobby                      | Кортни Бенедикт        |
| 2007      | с  | Служить и защищать                | Protect and Serve                 | Хоуп Кук               |
| 2007      | с  | Жизнь как приговор                | Life                              | Джулия                 |
| 2009      | ф  | Джек и Джилл: Любовь на чемоданах | Jusqu’à toi                       | Лиза                   |
| 2009      | ф  | Глоток                            | Suck                              | Дженнифер              |
| 2009      | ф  | Троцкий                           | The Trotsky                       | Лаура                  |
| 2010      | ф  | Машина времени в джакузи          | Hot tub time machine              | Тара                   |
| 2010—2015 | с  | Безумцы                           | Mad Men                           | Меган Дрейпер          |
| 2011      | ф  | Маунти. Капрал Юкона              | The Mounty. The Way of the West   | Аметист                |
| 2014      | ф  | На паузе                          | Standby                           | Элис                   |
| 2015      | ф  | Бруклин                           | Brooklyn                          | Мисс Фортини           |
| 2017      | ф  | Другая сторона свадьбы            | Another Kind of Wedding           | Кэрри                  |
| 2017—2022 | с  | Спецназ                           | SEAL Team                         | Мэнди Эллис            |
| 2020      | ф  | Любовь, страх и ненависть         | Death of a Ladies’ Man            | Шарлотта               |
| 2021      | с  | Нетипичный                        | Atypical                          | Хани                   |
| 2021      | мс | Симпсоны                          | The Simpsons                      | Коллетт                |